# Antonio Pérez Girón
Antonio Pérez Girón (nacido en San Roque, Cádiz, España en 1958). Escritor y periodista. Cronista oficial de su ciudad desde 2001. Desde hace un tiempo administra su blog personal: www.escritoenandalucia.blogspot.com. 

## Agitador cultural
Se inició tempranamente en el periodismo, trabajando para diferentes medios andaluces. Fue uno de los fundadores de la Asociación Cultural de la Prensa del Campo de Gibraltar, el Ateneo Sanroqueño, el Foro por el Encuentro de los Pueblos de Gibraltar y la Plataforma Cívica por Andalucía, esta última con pretensiones de una reforma estatutaria inminente y una reivindicación de la identidad cultural andaluza.

## Por la Memoria Histórica
Pérez Girón ha investigado de manera especial en aras de la recuperación de la memoria histórica con los libros La República y la Guerra Civil en San Roque (1998), De la memoria de Marina Ortega Bru (2002), Antonio Galiardo. República, guerra civil y exilio (2006), La masonería en San Roque (Represión bajo el franquismo) (2009) o Un guerrillero andaluz (Francisco López Herrera) (2010), junto a Rubén Pérez Trujillano.

## Andalucismo
Antonio Pérez ha abordado cuestiones relacionadas con el andalucismo con publicaciones como Acerca de Patria y Federalismo, de Francisco María Tubino (X Congreso de Andalucismo Histórico, Ronda, 2001), Crónica andaluza de la Transición (2005) y Conociendo a Blas Infante (2007). En este sentido ha dirigido seminarios universitarios sobre andalucismo y autonomía. 

## Libros de historia local y comarcal
Pérez Girón es, probablemente, la figura que más ha luchado por la indagación y conservación de las señas de identidad y la historia del municipio sanroqueño y la comarca del Campo de Gibraltar, siendo reconocida su labor al ser nombrado cronista oficial en 2001. Ha publicado un importante número de libros sobre la historia de su ciudad, entre los que cabe destacar: 
- Antonio Pérez Girón (1989): Historia del periodismo sanroqueño, Delegación de Cultura del Ayuntamiento de San Roque. [Depósito Legal CA 406-89].
- Antonio Pérez Girón (1995): El cuartel Diego Salinas, Ayuntamiento de San Roque. [Depósito Legal CA 485/95].
- Antonio Pérez Girón (1998): La República y la Guerra Civil en San Roque, Asociación de la Prensa del Campo de Gibraltar, Algeciras. Premio "Estrecho de Periodistas" de 1998. [Depósito Legal CA 718/99].
- Antonio Pérez Girón (1999): San Roque, con olor a incienso, Delegación Municipal de Cultura de San Roque. [Depósito Legal CA 203/99].
- Antonio Pérez Girón (2000): El cantón de San Roque, Edición de autor. Esta obra resulta singularmente importante, ya que saca a la luz las evidencias históricas del cantonalismo desarrollada en la etapa final de la I República. Desde que Pérez Girón publicó este estudio, las investigaciones sobre este período han comenzado a incluir entre sus relatos el cantón proclamado en San Roque.
- Antonio Pérez Girón / José Antonio Casáus Balao (2000): El San Roque de Lorenzo Valverde,
- Antonio Pérez Girón (2000): José Domingo de Mena, periodista, FMC Luis Ortega Brú, San Roque. [Depósito Legal CA 397/2000].
- Antonio Pérez Girón / Marina Ortega Brú (2001): De la memoria de Marina Ortega Brú, FMC Luis Ortega Brú, San Roque. [Depósito Legal CA 451/02].
- Antonio Pérez Girón / José Antonio Ledesma Sánchez (2001): Historia de los Carnavales de San Roque, Fundación Sevillana de Electricidad, San Roque. [Depósito Legal CA 51/01].
- Antonio Pérez Girón (2003): La Plaza de Toros de San Roque, Ayuntamiento de San Roque. [ISBN: 84-933048-2-4. Depósito Legal CA 334/03].
- Antonio Pérez Girón (2005): Crónica andaluza de la transición, FMC Luis Ortegá Brú, San Roque. [ISBN: 84-933048-6-7. Depósito Legal CA 131/2005].
- Antonio Pérez Girón (2005): Cursos de Verano en San Roque. Un cuarto de siglo, FMC Luis Ortega Brú, San Roque. [ISBN: 84-933048-8-3. Depósito Legal CA 512/2005].
- Antonio Pérez Girón (2006): La Asociación de la Prensa del Campo de Gibraltar, Asociación de la Prensa del Campo de Gibraltar, Algeciras. [Depósito Legal CA 776/05].
- Antonio Pérez Girón (2006): Breve historia de San Roque, FMC Luis Ortega Brú, San Roque. [ISBN: 84-933048-6-7. Depósito Legal CA 122/06].
- Antonio Pérez Girón (2006): Antonio Galiardo. República, guerra civil y exilio, FMC Luis Ortega Brú, San Roque. [ISBN: 84-93482-3-9. Depósito Legal CA 739/06].
- Antonio Pérez Girón / Adriana Pérez Paredes (2006): San Roque. Actas Capitulares (1706-1715), FMC Luis Ortega Brú, San Roque. [ISBN: 84-934824-5-5. Depósito Legal CA 847/06].
- Antonio Pérez Girón (2007): San Roque y su prensa (1880-2006), Asociación de la Prensa del Campo de Gibraltar, Algeciras. [Depósito Legal CA 625/07].
- Antonio Pérez Girón (2007): Conociendo a Blas Infante, Unidad por San Roque, San Roque.
- Antonio Pérez Girón (2007): El cuartel de San Roque, Instituto Municipal de Fiestas y Juventud, San Roque. [Depósito Legal CA 281/07].
- Antonio Pérez Girón / Esteban Gallego Pérez (2008): Treinta años de cortometraje. San Roque 1999-2008, FMC Luis Ortega Brú, San Roque. [Depósito Legal CA 11/08].
- Antonio Pérez Giorón (2008): Cuando éramos mejores. Memoria de la Transición en San Roque, FMC Luis Ortega Brú, San Roque. [ISBN: 84-934824-8-X y 978-84-934824-8-0. Depósito Legal CA 254/08].
- Antonio Pérez Girón (2008): San Roque, Guerra Civil y represión, Ayuntamiento de San Roque. [ISBN: 84-934824-9-8 y 978-84-934824-9-7. Depósito Legal CA 303/2008].
- Antonio Pérez Girón (2008): La Colonia de Puente Mayorga, Ayuntamiento de San Roque/EMROQUE, San Roque. [Depósito Legal CS 510/08].
- Antonio Pérez Girón (2008): San Roque, crónica del siglo XIX, Asociación de la Prensa del Campo de Gibraltar, Algeciras. [Depósito Legal CA 384/08].
- Antonio Pérez Girón (2009): La masonería en San Roque (Represión bajo el franquismo), FMC Luis Ortega Brú, San Roque. [ISBN: 978-84-936474-3-8. Depósito Legal CA 441/09].
- Antonio Pérez Girón / Rubén Pérez Trujillano (2010): Un guerrillero andaluz (Francisco López Herrera), FMC Luis Ortega Brú, San Roque. [ISBN: 978-84-936474-6-9. Depósito Legal: CA 193/2010].
- Antonio Pérez Girón (2012): Vicente Terrero, un sanroqueño en las Cortes de Cádiz, Colección Albalate, Ayuntamiento de San Roque. [ISBN: 978-84936474-9-0. Depósito Legal: CA 288/2012].

Del mismo modo, Antonio Pérez Girón creó las colecciones de libros de estudios históricos Albalate y de memorias Los pasos encontrados, en el marco de la Fundación Municipal de Cultura "Luis Ortega Brú". A finales de 2008 fundó, y dirige en la actualidad, la Revista de Estudios Sanroqueños "Lacy".

## Artículos y colaboraciones en libros colectivos
Cabe destacar los siguientes artículos y colaboraciones en libros colectivos, aparte de los aparecidos en la revista Almoraima del Instituto de Estudios Campogibraltareños. 
- Antonio Pérez Girón (2003): "Acerca de Patria y federalismo, de Francisco María Tubino", en Actas del X Congreso sobre Andalucismo Histórico, Fundación Blas Infante, Sevilla, págs. 205-214. [ISBN: 84-86814-74-8. Depósito Legal SE 2746/2003].
- Antonio Pérez Girón (2004): "Memoria del pueblo exiliado de Gibraltar en San Roque", en Alejandro del Valle / Inmaculada González (eds.): Gibraltar, 300 años, Servicio de Publicaciones de la Universidad de Cádiz, Cádiz, págs. 435-450. [ISBN: 84-96274-43-8. Depósito Legal: CA 828/04].
- Antonio Pérez Girón (2010): "San Roque, vicisitudes de un pueblo en la Guerra de la Independencia", en Alberto Ramos Santana / Santiago Moreno Tello (coords.): Invasión y guerra en la provincia de Cádiz (mayo 1808-febrero 1810), Diputación Provincial de Cádiz, Cádiz, págs. 303-318. [ISBN: 978-8492717-08-8. Depósito Legal CA 551/2010].
- Antonio Pérez Girón (2011): "San Roque en los años 50. Crónica de la vida cotidiana en el inicio de las excavaciones en el yacimiento de Carteia", en Juan Blánquez (coord.): Carteia III. Memorial, Universidad Autónoma de Madrid, Madrid, págs. 377-409. [ISBN: 978-84-8344-167-1. Depósito Legal: M 6941/2011].
- Antonio Pérez Girón (2012): "Antonio Galiardo y Luis Ortega, últimos alcaldes republicanos de San Roque", en Santiago Moreno Tello (ed.): La destrucción de la democracia: vida y muerte de los alcaldes del Frente Popular en la provincia de Cádiz, volumen 2, Consejería de Gobernación y Justicia-Junta de Andalucía, Sevilla, págs. 295-318. [ISBN: 978-84-695-1214-2. Depósito Legal: SE 39/2012].
- Antonio Pérez Girón (2012): "El año en que San Roque redescubrió Carteia", en Juan Blánquez Pérez (coord.): Julio Martínez Santa-Olalla y el descubrimiento arqueológico de Carteia (1953-1961), Universidad Autónoma de Madrid, Madrid, págs. 61-68. [ISBN: 978-84-8344-327-9. Depósito Legal: M 27610/2012].

## Literatura y creación
Nuestro autor ha cultivado tanto la poesía como la narrativa, aunque fundamentalmente la primera. Se distingue por un lenguaje coloquial, reflotador de las expresiones populares andaluzas, que no desdeña sin embargo los recursos poéticos más clásicos en unos poemas que, generalmente, están escritos en verso libre. La temática más común es la amorosa y la social. Si bien son muchas las herencias, pueden identificarse tres notas características a lo largo de su lírica. En primer lugar, Antonio Pérez Girón sigue cierta tradición andaluza barroca, en la línea ensayada recientemente por Juan Lamillar. En segundo término, podemos encontrar ecos de la llamada poesía comprometida o de la conciencia, con singular incidencia de la figura de su paisano Carlos Álvarez Cruz. En tercer y último lugar, persiste la impronta de la generación del 50.
En cuanto a la narrativa, está cargada de referencias históricas y parece dirigida a completar el propósito de trascender desde la memoria individual hasta la colectiva. Así pues, se entrecruzan testimonios, autobiografía y periodismo de investigación en unas obras normalmente ambientadas en la guerra civil española. 
Poesía
- Antonio Pérez Girón (1994): Algo ha de llegar, Ayuntamiento de San Roque, San Roque.
- Antonio Pérez Girón (1997): Todas las ciudades, en Almoraima, nº 18, Instituto de Estudios Campogibraltareños-Mancomunidad de Municipios del Campo de Gibraltar, págs. 39-45. [ISSN: 1133-5327. Depósito Legal: CA 868/89].
- Antonio Pérez Girón (1995): Pasión gris del contraluz, en Almoraima, nº 14, Instituto de Estudios Campogibraltareños-Mancomunidad de Municipios del Campo de Gibraltar, págs. 23-28. [ISSN: 1133-5327. Depósito Legal: CA 868/89].
- Antonio Pérez Girón (2000): "A quien importe", en Almoraima, nº 24, Instituto de Estudios Campogibraltareños-Mancomunidad de Municipios del Campo de Gibraltar, págs. 17-22. [ISSN: 1133-5327. Depósito Legal: CA 868/89].
- Antonio Pérez Girón (2001): "Salón Alameda" en Varios Autores: Proemio uno. Poesía 2000, Ayuntamiento de Loja, Loja, págs. 149-162. [ISBN: 84-931927-1-6. Depósito Legal GR 883/2001].
- Antonio Pérez Girón (2008): "Tránsito de los cuerpos", en Varios Autores: Proemio ocho. Poesía 2007, Ayuntamiento de Loja, Loja, págs. 41-50. [ISBN: 978-84-934528-4-1. Depósito Legal GR 1684/2008].
- Antonio Pérez Girón (2012): Álbum de fotografías dispersas, Asociación de la Prensa del Campo de Gibraltar, Algeciras. [ISBN: 978-84-938776-6-8. Depósito Legal CA 355/2012].

Narrativa
- Antonio Pérez Girón (2006): "El misterio del baúl", en Varios autores: Cuentos sanroqueños, Ediciones SM, Madrid, págs. 63-75.
- Antonio Pérez Girón (2006): Las fronteras del destino, Delegación de Asuntos Sociales-Ayuntamiento de San Roque, San Roque. [ISBN: 84-938424-2-0. Depósito Legal: CA 287/2006].
- Antonio Pérez Girón (2010): Una señal en el cielo (cuentos de la Guerra Civil), Ayuntamiento de Miguelturra, Miguelturra. [ISBN: 978-84933526-7-7. Depósito Legal CR 785/2010].

Recitales
Asimismo, ha participado en numerosos recitales y actos, recibiendo, por otro lado, diversos premios y reconocimientos. 
1975. Tercer premio de poesía "Año Internacional de la Mujer". Málaga. 
1979. Colabora en la revista poética sanroqueña “Cuestarriba”. 
1981. Funda el grupo cultural "Luz de Mayo". 
1987. Funda la revista literaria "Albarracín". 
1989. Recital de poesía Día de Andalucía. Ayuntamiento Castellar. 
1992. Recital "Jóvenes Poetas". Aula de Literatura José Cadalso. San Roque. 
1994. Recital poético hermanamiento con Bucraa (Sahara). Ayuntamiento San Roque. 
1994. Recital poético solidaridad con Ruanda. San Roque
1996. Recital colectivo “5º Aniversario Aula José Cadalso”. 
1998. Recital colectivo homenaje a García Lorca. Centro Rafael Alberti. San Roque. 
2000. Lectura en Mancomunidad de Municipios del Campo de Gibraltar. 
2008. Primer finalista Certamen de Poesía Artífice (Loja, Granada).
2008. Primer Premio de Relatos sobre la Mujer (San Roque, Cádiz).
2009. Mención de honor del Certamen Literario Adolfo Utor Acevedo (Denia, Alicante).
2010. Accésit XXXII Certamen Literario Carta Puebla (Miguelturra, Ciudad Real).
- Datos: Q5699443